# Hélvio Sodré
Hélvio Sodré é um cantor brasileiro de rock alternativo, oriundo de Itabuna, na Bahia, e radicado em Brasília, no Distrito Federal.
Iniciou sua carreira solo em 2009, com o álbum Por Aí, mas alcançou popularidade com o público com o disco Polo, lançado no final de 2011. Na época, foi indicado ao prêmio Troféu Promessas, nas categorias Revelação e Melhor cantor. Em 2017, assinou com a gravadora Sony Music Brasil e lançou o álbum Som e Silêncio, produzido pelo próprio cantor.
O músico também integrou o projeto Fé, Amigos e Poesia juntamente com os cantores Bruno Branco e Marcela Taís. O disco, por questões contratuais entre as gravadoras dos três artistas, não foi lançado.

## Discografia
- 2009: Por Aí
- 2011: Polo
- 2017: Som e Silêncio